# Haskeir
Haskeir (schottisch-gälisch: Eilean Hasgeir; auch Great Haskeir (schottisch-gälisch Hasgeir Mhòr), Altnorwegisch wahrscheinlich Skilðar oder Skilðir ‚Schilde‘) ist eine unbewohnte Insel im Westen der Äußeren Hebriden in Schottland. Einen Kilometer südwestlich von Haskeir liegen die fünf skerries Haskeir eagach, deutsch „Gesunkenes Haskeir“.

## Geographie
Haskeir ist eine abgelegene, überwiegend felsige Insel. Sie liegt 13 Kilometer westnordwestlich von North Uist und rund 40 Kilometer östlich der Inselgruppe St. Kilda, für die Haskeir damit die nächstgelegene Landfläche darstellt. 
An der Küste gibt es mehrere Felsbögen und das Castle Cliff, ein hohes Kliff am Nordende Haskeirs. Unmittelbar nördlich und südlich der Insel liegen zahlreiche weitere, kleine skerries. Die Vegetation besteht aus wenigen Pflanzen wie Grasnelke, Weiße Lichtnelke, Breitwegerich und Melde.
Das Gestein ist überwiegend Gneis. 

## Geschichte

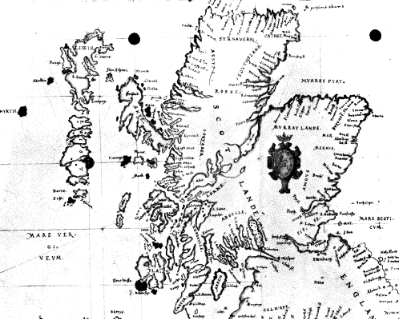
Landkarte von Schottland (1580) mit Hyrth (Hirta in St. Kilda) am linken Bildrand and Skaldar (Haskeir?) nordöstlich davon

Der vermutete frühere Name der Insel, skildar, gilt als Ursprung des Namens der Inselgruppe St. Kilda.
Die Reste einer Hütte befinden sich auf Haskeir. Vermutlich wurde sie von Fischern von den Monach Islands errichtet. 1997 wurde ein Leuchtturm auf Haskeir errichtet.

## Sonstiges
Die Monach Islands südlich von Haskeir werden auch Heisker genannt, was gelegentlich zu Verwechslungen führt. 